# Пљунем ти на гроб 3: Освета је моја
Пљунем ти на гроб 3: Освета је моја (енгл. I Spit on Your Grave III: Vengeance Is Mine) амерички је хорор филм силовања и освете из 2015. године, режисера Р. Д. Браунштајна, са Саром Батлер, Џенифер Лендон, Дагом Макеоном, Габријелом Хоганом, Харли Џејн Козак и Мишел Херд у главним улогама. Представља наставак филма Пљунем ти на гроб 2 (2013), иако се радња надовезује на први део из 2010. Пето је остварење у истоименој франшизи и лабави римејк другог дела оригиналног серијала, Пљунем ти на гроб 2: Дивљачка освета (1993), пошто је трећи део оригиналног серијала изашао тек 2019, под насловом Пљунем ти на гроб 3: Дежа ви.
Након паузе у другом делу, Сара Батлер се вратила у улогу главне протагонисткиње серијала, Џенифер Хилс. Филм је имао веома ограничено биоскопско приказивање. У Русији и Украјини је почео да се приказује 1. октобра 2015 и од продаје карата зарадио је 114.420. У првој недељи приказивања заузео је 5. место по висини зараде у Украјини и 11. у Русији. Као и претходни делови серијала, добио је помешане и претежно негативне оцене критичара.

## Радња
Након догађаја из првог дела, Џенифер Хилс је променила своје име у Анџела Џитренка и никада није одговарала за убиства петорице својих силоватеља. Она редовно присуствује групним психотерапијама за жртве силовања, где се спријатељује с Марлом Финч, коју злоставља бивши дечко. Након што Марла настрада под мистериозним околностима, а полиција не проналази никакве доказе да се ради о убиству, Џенифер одлучује да узме ствар у своје руке и свети се њеном дечку, за кога се испоставило да је одговоран за Марлину смрт.
Међутим, Џенифер се овога пута не зауставља ту и почиње да убија све силоватеље који су злостављали девојке са њене психотерапијске групе. Полицијски детективи који раде на убиствима, почињу да сумњају да Џенифер стоји иза свега и успевају да открију њен прави идентитет...

## Улоге
| Глумац           | Улога              |
| ---------------- | ------------------ |
| Сара Батлер      | Џенифер Хилс       |
| Џенифер Лендон   | Марла Финч         |
| Даг Макеон       | Оскар „Коза” Коска |
| Габријел Хоган   | детектив Макдилан  |
| Харли Џејн Козак | терапеуткиња       |
| Мишел Херд       | детектив Бојл      |
| Расел Питс       | Метју              |
| Волтер Перез     | шеф                |
| Карен Страсман   | Лин                |
| Кристофер Хофман | Рон                |
| Ендру Дитс       | Николас Вудс       |
| Адам Данелс      | Кол Вудс           |
| Меган Рајх       | Кејси              |
| Ала Корот        | Кејсина мајка      |